# Gran Premio de Alemania de Motociclismo de 2015
El Gran Premio de Alemania de Motociclismo de 2015 (oficialmente Gopro Motorrad Grand Prix Deutschland) fue la novena prueba del Campeonato del Mundo de Motociclismo de 2015. Tuvo lugar en el fin de semana del 10 al 12 de julio de 2015 en el circuito de Sachsenring situado en la localidad de Hohenstein-Ernstthal en el estado de Sajonia, Alemania.
La carrera de MotoGP fue ganada por Marc Márquez, seguido de Dani Pedrosa y Valentino Rossi. Xavier Siméon fue el ganador de la prueba de Moto2, por delante de Johann Zarco y Álex Rins. La carrera de Moto3 fue ganada por Danny Kent, Efrén Vázquez fue segundo y Enea Bastianini tercero.

## Resultados

### Resultados MotoGP
| Pos.    | N.º | Piloto           | Constructor    | Vueltas | Tiempo    | Parrilla | Puntos |
| ------- | --- | ---------------- | -------------- | ------- | --------- | -------- | ------ |
| 1       | 93  | Marc Márquez     | Honda          | 30      | 41:01.087 | 1        | 25     |
| 2       | 26  | Dani Pedrosa     | Honda          | 30      | +2.226    | 2        | 20     |
| 3       | 46  | Valentino Rossi  | Yamaha         | 30      | +5.608    | 6        | 16     |
| 4       | 99  | Jorge Lorenzo    | Yamaha         | 30      | +9.928    | 3        | 13     |
| 5       | 29  | Andrea Iannone   | Ducati         | 30      | +20.785   | 4        | 11     |
| 6       | 38  | Bradley Smith    | Yamaha         | 30      | +23.215   | 9        | 10     |
| 7       | 35  | Cal Crutchlow    | Honda          | 30      | +29.881   | 10       | 9      |
| 8       | 44  | Pol Espargaró    | Yamaha         | 30      | +34.953   | 8        | 8      |
| 9       | 9   | Danilo Petrucci  | Ducati         | 30      | +35.875   | 15       | 7      |
| 10      | 41  | Aleix Espargaró  | Suzuki         | 30      | +37.253   | 7        | 6      |
| 11      | 25  | Maverick Viñales | Suzuki         | 30      | +37.274   | 12       | 5      |
| 12      | 68  | Yonny Hernández  | Ducati         | 30      | +42.081   | 5        | 4      |
| 13      | 8   | Héctor Barberá   | Ducati         | 30      | +48.611   | 13       | 3      |
| 14      | 19  | Álvaro Bautista  | Aprilia        | 30      | +50.687   | 16       | 2      |
| 15      | 43  | Jack Miller      | Honda          | 30      | +53.769   | 18       | 1      |
| 16      | 69  | Nicky Hayden     | Honda          | 30      | +58.921   | 19       |        |
| 17      | 50  | Eugene Laverty   | Honda          | 30      | +1:02.738 | 23       |        |
| 18      | 15  | Alex de Angelis  | ART            | 30      | +1:03.122 | 17       |        |
| 19      | 76  | Loris Baz        | Yamaha Forward | 30      | +1:11.162 | 20       |        |
| 20      | 70  | Michael Laverty  | Aprilia        | 30      | +1:15.910 | 24       |        |
| Ret     | 71  | Claudio Corti    | Yamaha Forward | 22      | Retirado  | 25       |        |
| Ret     | 4   | Andrea Dovizioso | Ducati         | 14      | Caída     | 11       |        |
| Ret     | 7   | Hiroshi Aoyama   | Honda          | 4       | Caída     | 22       |        |
| Ret     | 63  | Mike Di Meglio   | Ducati         | 3       | Retirado  | 21       |        |
| Ret     | 45  | Scott Redding    | Honda          | 0       | Caída     | 14       |        |
| Fuente: |     |                  |                |         |           |          |        |

### Resultados Moto2
| Pos.    | N.º | Piloto              | Constructor | Vueltas | Tiempo       | Parrilla | Puntos |
| ------- | --- | ------------------- | ----------- | ------- | ------------ | -------- | ------ |
| 1       | 19  | Xavier Siméon       | Kalex       | 29      | 41:09.295    | 2        | 25     |
| 2       | 5   | Johann Zarco        | Kalex       | 29      | +0.083       | 1        | 20     |
| 3       | 40  | Álex Rins           | Kalex       | 29      | +1.646       | 12       | 16     |
| 4       | 3   | Simone Corsi        | Kalex       | 29      | +6.386       | 5        | 13     |
| 5       | 22  | Sam Lowes           | Speed Up    | 29      | +9.284       | 9        | 11     |
| 6       | 12  | Thomas Lüthi        | Kalex       | 29      | +10.432      | 4        | 10     |
| 7       | 30  | Takaaki Nakagami    | Kalex       | 29      | +10.592      | 11       | 9      |
| 8       | 7   | Lorenzo Baldassarri | Kalex       | 29      | +12.518      | 16       | 8      |
| 9       | 60  | Julián Simón        | Speed Up    | 29      | +14.862      | 15       | 7      |
| 10      | 77  | Dominique Aegerter  | Kalex       | 29      | +14.953      | 13       | 6      |
| 11      | 11  | Sandro Cortese      | Kalex       | 29      | +17.529      | 7        | 5      |
| 12      | 36  | Mika Kallio         | Kalex       | 29      | +18.820      | 10       | 4      |
| 13      | 4   | Randy Krummenacher  | Kalex       | 29      | +21.849      | 19       | 3      |
| 14      | 94  | Jonas Folger        | Kalex       | 29      | +22.362      | 8        | 2      |
| 15      | 49  | Axel Pons           | Kalex       | 29      | +23.275      | 14       | 1      |
| 16      | 55  | Hafizh Syahrin      | Kalex       | 29      | +23.429      | 17       |        |
| 17      | 39  | Luis Salom          | Kalex       | 29      | +28.507      | 22       |        |
| 18      | 73  | Álex Márquez        | Kalex       | 29      | +32.740      | 24       |        |
| 19      | 88  | Ricard Cardús       | Tech 3      | 29      | +33.465      | 20       |        |
| 20      | 70  | Robin Mulhauser     | Kalex       | 29      | +33.508      | 27       |        |
| 21      | 2   | Jesko Raffin        | Kalex       | 29      | +55.191      | 26       |        |
| 22      | 10  | Thitipong Warokorn  | Kalex       | 29      | +57.449      | 28       |        |
| 23      | 15  | Ratthapark Wilairot | Suter       | 29      | +57.776      | 25       |        |
| Ret     | 21  | Franco Morbidelli   | Kalex       | 28      | Caída        | 3        |        |
| Ret     | 1   | Esteve Rabat        | Kalex       | 28      | Caída        | 6        |        |
| Ret     | 96  | Louis Rossi         | Tech 3      | 25      | Retirado     | 29       |        |
| Ret     | 23  | Marcel Schrötter    | Tech 3      | 5       | Caída        | 21       |        |
| Ret     | 25  | Azlan Shah          | Kalex       | 5       | Caída        | 23       |        |
| Ret     | 95  | Anthony West        | Speed Up    | 4       | Caída        | 18       |        |
| DNS     | 66  | Florian Alt         | Suter       |         | No participó |          |        |
| Fuente: |     |                     |             |         |              |          |        |

### Resultados Moto3
| Pos.    | N.º | Piloto                 | Constructor | Vueltas | Tiempo       | Parrilla | Puntos |
| ------- | --- | ---------------------- | ----------- | ------- | ------------ | -------- | ------ |
| 1       | 52  | Danny Kent             | Honda       | 27      | 39:29.359    | 1        | 25     |
| 2       | 7   | Efrén Vázquez          | Honda       | 27      | +7.554       | 4        | 20     |
| 3       | 33  | Enea Bastianini        | Honda       | 27      | +9.603       | 5        | 16     |
| 4       | 5   | Romano Fenati          | KTM         | 27      | +9.629       | 12       | 13     |
| 5       | 23  | Niccolò Antonelli      | Honda       | 27      | +9.664       | 7        | 11     |
| 6       | 9   | Jorge Navarro          | Honda       | 27      | +9.807       | 11       | 10     |
| 7       | 41  | Brad Binder            | KTM         | 27      | +9.837       | 8        | 9      |
| 8       | 10  | Alexis Masbou          | Honda       | 27      | +10.266      | 10       | 8      |
| 9       | 55  | Andrea Locatelli       | Honda       | 27      | +10.352      | 9        | 7      |
| 10      | 31  | Niklas Ajo             | KTM         | 27      | +11.558      | 13       | 6      |
| 11      | 65  | Philipp Öttl           | KTM         | 27      | +11.777      | 15       | 5      |
| 12      | 88  | Jorge Martín           | Mahindra    | 27      | +18.416      | 6        | 4      |
| 13      | 98  | Karel Hanika           | KTM         | 27      | +18.426      | 2        | 3      |
| 14      | 84  | Jakub Kornfeil         | KTM         | 27      | +28.782      | 21       | 2      |
| 15      | 95  | Jules Danilo           | Honda       | 27      | +28.892      | 19       | 1      |
| 16      | 11  | Livio Loi              | Honda       | 27      | +28.958      | 14       |        |
| 17      | 17  | John McPhee            | Honda       | 27      | +29.218      | 23       |        |
| 18      | 32  | Isaac Viñales          | Husqvarna   | 27      | +29.478      | 17       |        |
| 19      | 63  | Zulfahmi Khairuddin    | KTM         | 27      | +29.750      | 16       |        |
| 20      | 40  | Darryn Binder          | Mahindra    | 27      | +45.844      | 18       |        |
| 21      | 16  | Andrea Migno           | KTM         | 27      | +46.658      | 34       |        |
| 22      | 29  | Stefano Manzi          | Mahindra    | 27      | +46.780      | 25       |        |
| 23      | 2   | Remy Gardner           | Mahindra    | 27      | +46.840      | 24       |        |
| 24      | 19  | Alessandro Tonucci     | Mahindra    | 27      | +46.965      | 22       |        |
| 25      | 12  | Matteo Ferrari         | Mahindra    | 27      | +47.339      | 29       |        |
| 26      | 91  | Gabriel Rodrigo        | KTM         | 27      | +1:06.125    | 31       |        |
| 27      | 45  | Jonas Geitner          | KTM         | 27      | +1:24.437    | 33       |        |
| Ret     | 22  | Ana Carrasco           | KTM         | 23      | Caída        | 27       |        |
| Ret     | 6   | María Herrera          | Husqvarna   | 23      | Caída        | 30       |        |
| Ret     | 24  | Tatsuki Suzuki         | Mahindra    | 20      | Caída        | 28       |        |
| Ret     | 97  | Maximilian Kappler     | FTR Honda   | 12      | Caída        | 32       |        |
| Ret     | 20  | Fabio Quartararo       | Honda       | 5       | Caída        | 3        |        |
| Ret     | 21  | Francesco Bagnaia      | Mahindra    | 5       | Retirado     | 20       |        |
| Ret     | 76  | Hiroki Ono             | Honda       | 1       | Retirado     | 26       |        |
| DNS     | 58  | Juan Francisco Guevara | Mahindra    |         | No participó |          |        |
| DNS     | 44  | Miguel Oliveira        | KTM         |         | No participó |          |        |
| Fuente: |     |                        |             |         |              |          |        |